# Everton Roberto
Everton Roberto Fermino (São Paulo, Brasil, 31 de marzo de 1985) es un futbolista profesional brasileño que juega como volante y su actual equipo es el Nacional Atlético Clube de la liga A2 del Campeonato Paulista.

## Clubes
| Club                                  | País       | Año               |
| ------------------------------------- | ---------- | ----------------- |
| Londrina Esporte Clube                | Brasil     | 2004 - 2006       |
| Club Sport Herediano                  | Costa Rica | 2006 - 2007       |
| Club Social y Deportivo Suchitepéquez | Guatemala  | 2007              |
| Club Sport Cartaginés                 | Costa Rica | 2008 - 2009       |
| Asociaçao Portuguesa Londrinense      | Brasil     | 2009              |
| Operário Futebol Clube                | Brasil     | 2010 - 2012       |
| Nacional Atlético Clube               | Brasil     | 2013 - Actualidad |